# Shields (hrabstwo Marquette)
Shields – miasto w Stanach Zjednoczonych, w stanie Wisconsin, w hrabstwie Marquette.